# Panaghia Kapnikarea-kyrkan
Panaghia Kapnikarea-kyrkan (grekiska: Εκκλησία της Παναγίας Καπνικαρέας) eller bara Kapnikarea (grekiska: Καπνικαρέα) är en grekisk-ortodox kyrka som troligen tillkom på 1000-talet och är en av de äldsta kyrkorna i hela Aten. Kyrkan ligger centralt i den moderna staden Aten, precis i mitten av shoppingområdet utmed Ermougatan, vid utkanten av området Plaka.
Kyrkan ligger lite nedsänkt i marken mitt i Ermougatan.

## Historik
Man uppskattar att kyrkan tillkom någon gång under 1000-talet, kanske runt 1050. Vanligt vid den tiden var att en kristen kyrka byggdes över ett hedniskt tempel. Denna kyrka uppfördes ovanpå ett antikt tempel som var tillägnad dyrkan av en gudinna, möjligen Athena eller Demeter.

## Arkitektur
Kapnikareakyrkan verkar ursprungligen ha varit huvudkyrkan katholikon av ett kloster. För närvarande är byggnaden ett komplex av bestående av tre olika enheter som är sammanbyggda. Enheterna uppfördes i följande ordning: a) Största kyrkan i söder är tillägnad den saliga Jungfrun Marias tempelgång, b) Sankta Barbaras kapell på norra sidan, samt c) en förhall narthex med propyléer i väster.
Södra byggnaden, som är den större av de två sammanbyggda kyrkorna, är ett välvt byggnadskomplex som består av ett kors i en kvadrat. På grundval av dess utformning har man daterat den till strax efter mitten av 1000-talet. 
Förutom kyrkans ursprungliga ingång i väster fanns tidigare en ingång mitt i den södra fasaden, men denna blev igenmurad efter 1836. Merparten av kyrkorumets målningar är utförda av den berömda moderna grekiska konstnären Fotis Contoglou och är undertecknade med årtalet 1955.